# Saint-Philbert-de-Grand-Lieu
Saint-Philbert-de-Grand-Lieu is een gemeente in het Franse departement Loire-Atlantique in de regio Pays de la Loire. De plaats maakt deel uit van het arrondissement Nantes. Saint-Philbert-de-Grand-Lieu telde op 1 januari 2022 9.392 inwoners.

## Geografie
De oppervlakte van Saint-Philbert-de-Grand-Lieu bedroeg op 1 januari 2022 58,81 vierkante kilometer; de bevolkingsdichtheid was toen 159,7 inwoners per km².

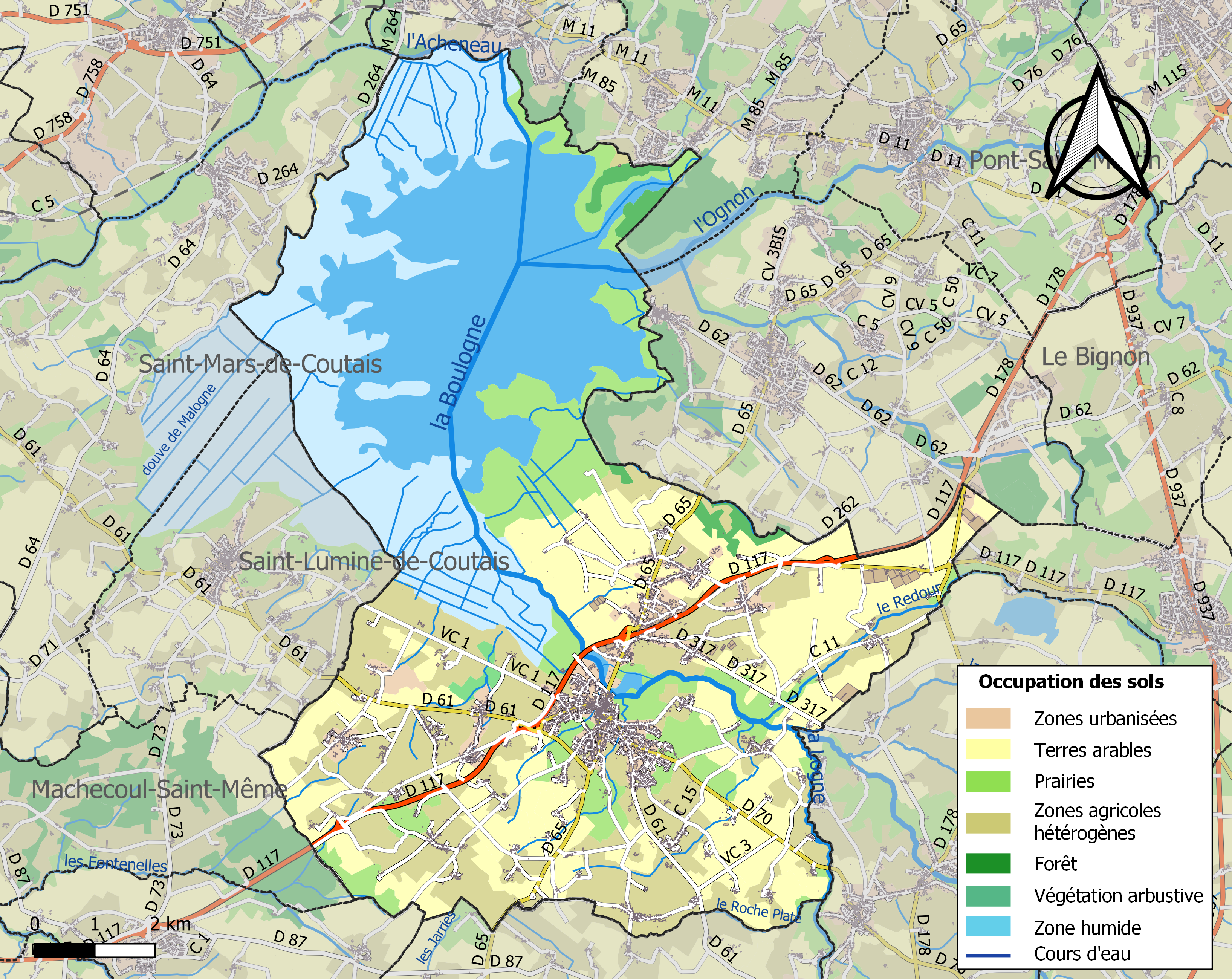
Kaart van de gemeente met de belangrijkste infrastructuur, bodemgebruik en omliggende gemeenten

## Demografie
Onderstaande figuur toont het verloop van het inwonertal (bron: INSEE-tellingen).